# Pio Gonçalo Alves de Sousa
Pio Gonçalo Alves de Sousa (* 20. April 1945 in Lanheses, Portugal) ist ein portugiesischer römisch-katholischer Geistlicher und emeritierter Weihbischof in Porto.

## Leben
Pio Gonçalo Alves de Sousa empfing am 15. August 1968 das Sakrament der Priesterweihe für das Erzbistum Braga.
Am 18. Februar 2011 ernannte ihn Papst Benedikt XVI. zum Titularbischof von Aquae Flaviae und bestellte ihn zum Weihbischof in Porto. Der Erzbischof von Braga, Jorge Ferreira da Costa Ortiga, spendete ihm am 10. April desselben Jahres die Bischofsweihe; Mitkonsekratoren waren der Bischof von Porto, Manuel José Macário do Nascimento Clemente, und der Bischof von Viana do Castelo, Anacleto Cordeiro Gonçalves de Oliveira.
Papst Franziskus nahm am 26. Mai 2023 das von aus Altersgründen vorgebrachte Rücktrittsgesuch an.